# Ivo Iličević
Ivo Iličević (Aschaffenburg, 14 de novembro de 1986) é um futebolista croata que atua como meia. Pela seleção nacional, jogou nove partidas, marcando um gol.